# Buenavista del Sur
Buenavista del Sur är en ort i Mexiko.   Den ligger i kommunen General Heliodoro Castillo och delstaten Guerrero, i den södra delen av landet, 220 km sydväst om huvudstaden Mexico City. Buenavista del Sur ligger 2 181 meter över havet och antalet invånare är 193.
Terrängen runt Buenavista del Sur är varierad. Buenavista del Sur ligger uppe på en höjd. Runt Buenavista del Sur är det ganska glesbefolkat, med 21 invånare per kvadratkilometer. Närmaste större samhälle är Tlacotepec, 18,3 km nordost om Buenavista del Sur. I omgivningarna runt Buenavista del Sur växer huvudsakligen savannskog.